# 정의심판
《정의심판》은 2019년에 개봉한 대한민국의 독립장편 영화이다.

## 캐스팅
- 조성현  : 조명석 역
- 정재숙  : 신유리 역
- 김성원  : 차진만 역
- 송  훈  : 최고봉 역
- 강동수  : 오달봉 역
- 장영근  : 천종두 역
- 오상철  : 문일수 역
- 진장우  : 안정의 역
- 김정남  : 유동팔 역
- 이정철  : 지강헌 역
- 이관용  : 최동철 역
- 이상용  : 김맹주 역
- 송해도  : 박성준 역
- 고현철  : 고현철 역
- 최금숙  : 신정숙 역
- 허윤제  : 막내 / 오토바이테러범 / 안정의 검사 다리대역 / 천회장 차량납치범 / 골목 청부폭행범 역
- 최혜리  : 양귀비 역
- 정현진  : 천만기 역
- 박상현  : 최상환 역
- 정한호  : 박만식 역
- 권대정  : 변태종 역
- 권은혜  : 김강자 역
- 이행주  : 함영춘 역
- 김흥국 : 카메라 매장 사장 역 (우정출연)